# John L. Barstow

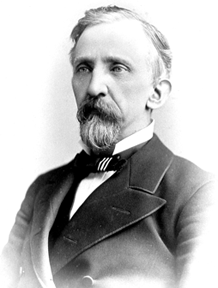
John Lester Barstow

John Lester Barstow (* 21. Februar 1832 in Shelburne, Vermont; † 28. Juni 1913 ebenda) war ein US-amerikanischer Politiker und von 1882 bis 1884 Gouverneur des Bundesstaates Vermont.

## Frühe Jahre
John Barstow besuchte die öffentlichen Schulen seiner Heimat. Schon mit 15 Jahren begann er selbst zu unterrichten. Nachdem er sechs Jahre in Detroit in Michigan verbracht hatte, kehrte er 1857 nach Vermont zurück, um auf der Farm seines Vaters mitzuarbeiten. Außerdem war er in der Verwaltung des Repräsentantenhauses von Vermont angestellt. Während des Amerikanischen Bürgerkrieges diente er bis 1864 in der Unionsarmee und brachte es bis zum Brigadegeneral. Im Jahr 1864 kommandierte er eine Einheit, die konföderierte Truppen bis nach Kanada verfolgte, nachdem diese einen Überfall auf St. Albans unternommen hatten. Durch solche Überfälle, weit ab von der Front und tief im Hinterland der Union, wollten die Konföderierten Truppen der Union dort binden, die dann an der Front fehlten.

## Politischer Aufstieg
John Barstow war Mitglied der Republikanischen Partei. Zwischen 1864 und 1865 war Barstow Abgeordneter im Repräsentantenhaus seines Staates und von 1866 bis 1867 war er Mitglied des Staatssenats. Von 1870 bis 1878 war er in Burlington Angestellter der Bundesregierung und als solcher mit der Abwicklung von Rentenansprüchen betraut (Pension Agent). Als im Jahr 1879 die Vorbereitungen zur 100-Jahr-Feier der Schlacht von Yorktown begannen, gehörte Barstow zu den Vertretern aus Vermont im Organisationsausschuss. Zwischen 1880 und 1882 war Barstow Vizegouverneur seines Staates.

## Gouverneur von Vermont und weiterer Lebenslauf
Im Jahr 1882 wurde John Barstow zum neuen Gouverneur seines Staates gewählt. Er trat seine zweijährige Amtszeit am 5. Oktober 1882 an. Gouverneur Barstow betrieb die Einrichtung eines effektiven Eisenbahnausschusses zur besseren Kontrolle der Eisenbahngesellschaften und setzte sich für höhere Löhne im Bergbau ein. Barstow war auch Kurator der University of Vermont sowie der staatlichen Landwirtschaftsschule. Nach dem Ende seiner Amtszeit wurde er einer der Direktoren der Burlington Savings Bank. Im Jahr 1891 wurde er Mitglied einer Kommission, die mit den Navajoindianern einen Friedensvertrag aushandeln sollte. 1893 wurde er in die bundesweite Anti-trust-Society berufen. Im Jahr 1910 setzte er sich für die Ratifizierung eines Zusatzes zur US-Verfassung ein, der die Einführung einer bundesweiten Einkommensteuer vorsah. Dieser Verfassungszusatz trat dann 1913, im Todesjahr von Barstow, bundesweit in Kraft. Gouverneur Barstow war mit Laura Meach verheiratet, mit der er zwei Kinder hatte.